# Buková (Trnava)
Buková es un municipio del distrito de Trnava, en la región de Trnava, Eslovaquia, con una población estimada, a finales del año 2023, de 670 habitantes. 
Se encuentra ubicado en el centro de la región, cerca del río Váh (cuenca hidrográfica del Danubio) y de la frontera con la región de Bratislava.

## Demografía
| Año        | 1994 | 2004    | 2014    | 2024    |
| ---------- | ---- | ------- | ------- | ------- |
| Población  | 708  | 664     | 662     | 667     |
| Diferencia |      | −6,21 % | −0,30 % | +0,75 % |

| Año        | 2023 | 2024    |
| ---------- | ---- | ------- |
| Población  | 670  | 667     |
| Diferencia |      | −0,44 % |